# Leland Hobbs
Leland Stanford Hobbs (1892-1966) var født i Massachusetts og voksede op i New Jersey. Han kom på West Point og tog eksamen i juni 1915 i samme årgang som  Dwight D. Eisenhower. Han gjorde tjeneste i Frankrig under 1. Verdenskrig. 
Under 2. Verdenskrig blev han generalmajor og ledede 30. infanteridivision i Europa. Efter krigen var han chef for 9. Korps i Camp Sendai, Japan, og beklædte en række ledende stillinger i USA. Han lod sig pensionere fra hæren i 1953 og blev vicepræsident for colonial Trust Bank i New York. General Hobbs døde på Walter Reed Army Hospital og blev begravet på Arlington National Cemetery.

## Eksterne kilder
- Leland Hobbs' papirer, Dwight D. Eisenhower Presidential Library Arkiveret 14. januar 2009 hos  Wayback Machine